# Xiphophorus montezumae
Espèce
Xiphophorus montezumae, communément appelé épée de Montezuma, est une espèce de poissons d'eau douce tropicale de la famille des Poeciliidae. Le mâle a la particularité d'avoir une « épée » cintrée de manière caractéristique.

## Répartition géographique
Cette espèce est endémique de l'Amérique centrale au Mexique à Tamaulipas, partie nord de Veracruz et San Luis Potosí.

### Reproduction
Ce poisson est ovovivipare, ce qui signifie que la fécondation est interne. Une partie de la nageoire anale du mâle a évolué en un organe reproducteur tubulaire, le gonopode. Comme les guppy. Le nombre d'alevins par portée varie entre 20 et 100. Lorsque la femelle est sur le point de mettre au monde ses petits, sa tache anale est très noire et son ventre gonflé d'œufs. Les œufs éclosent, puis la femelle pond des alevins vivants, déjà capables de se nourrir seuls.

## Galerie

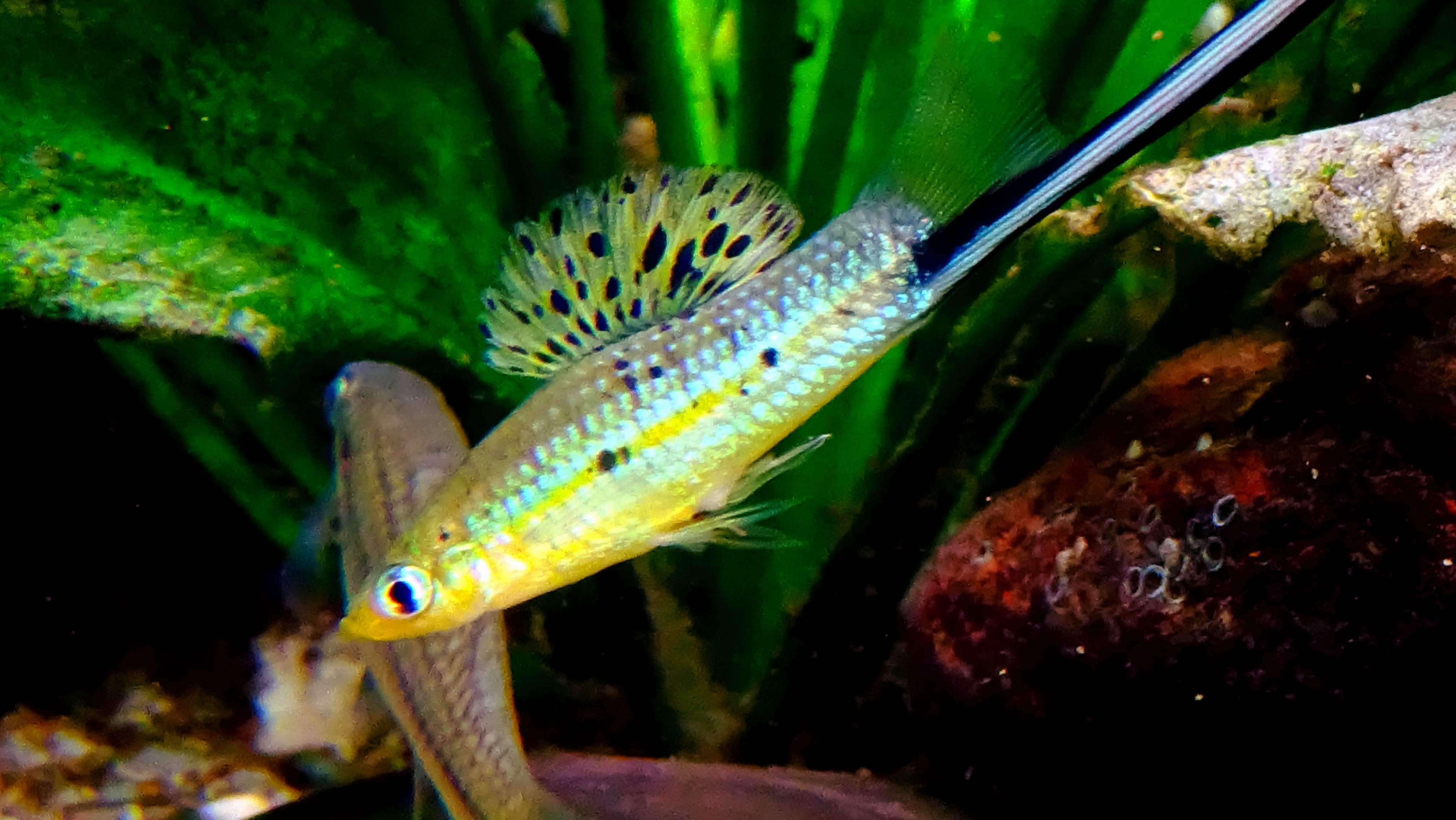
mâle
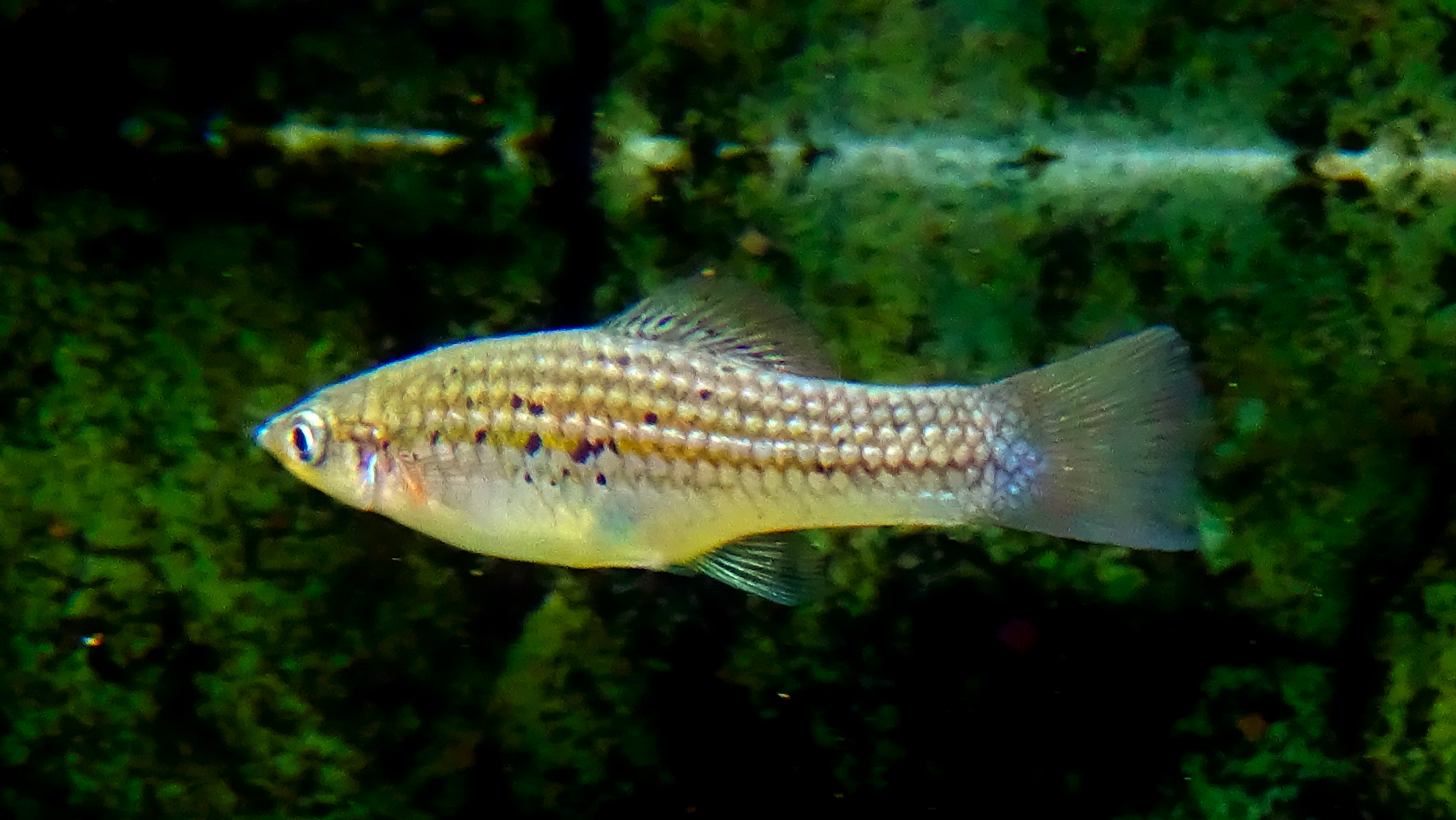
femelle
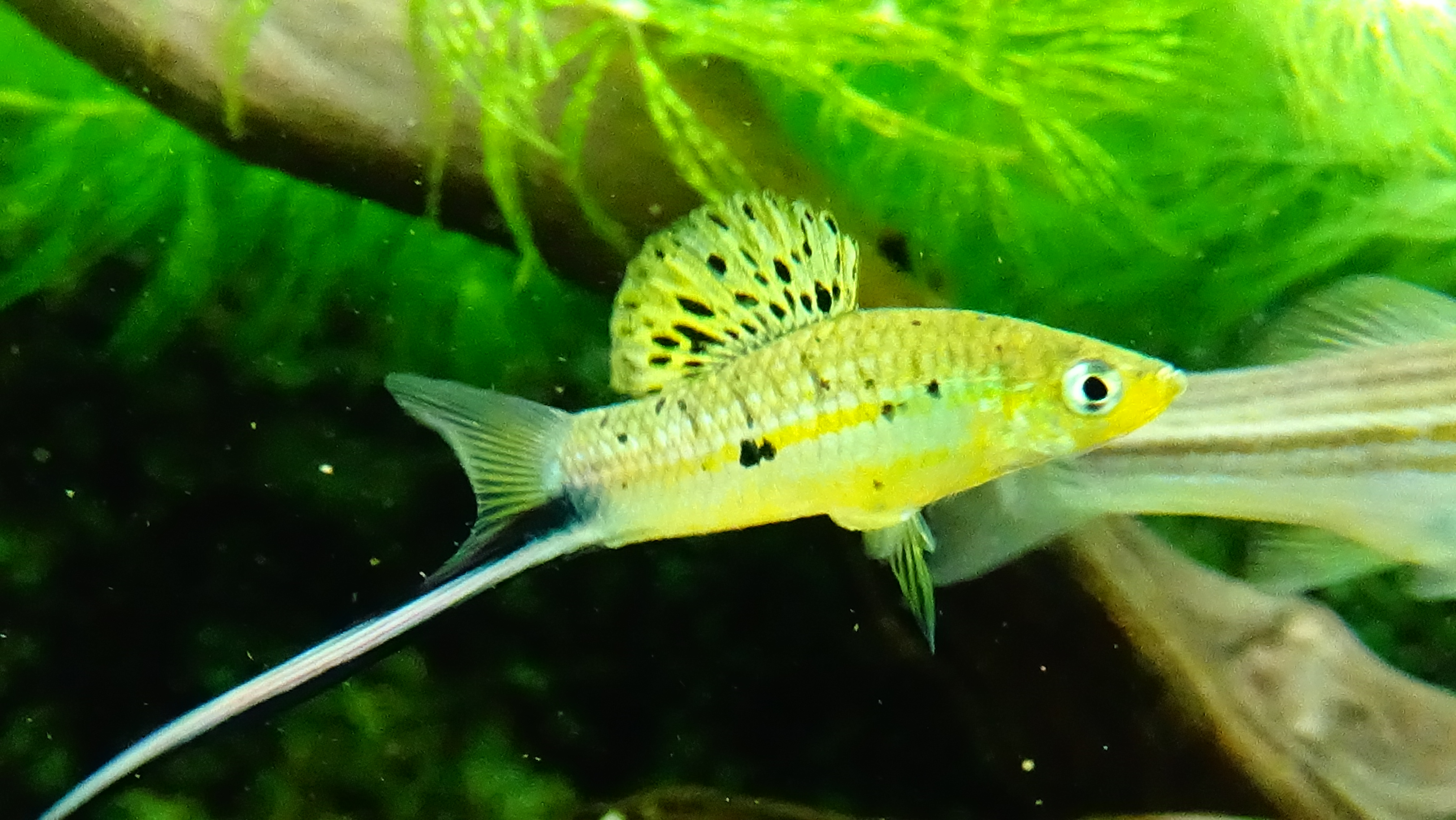
mâle

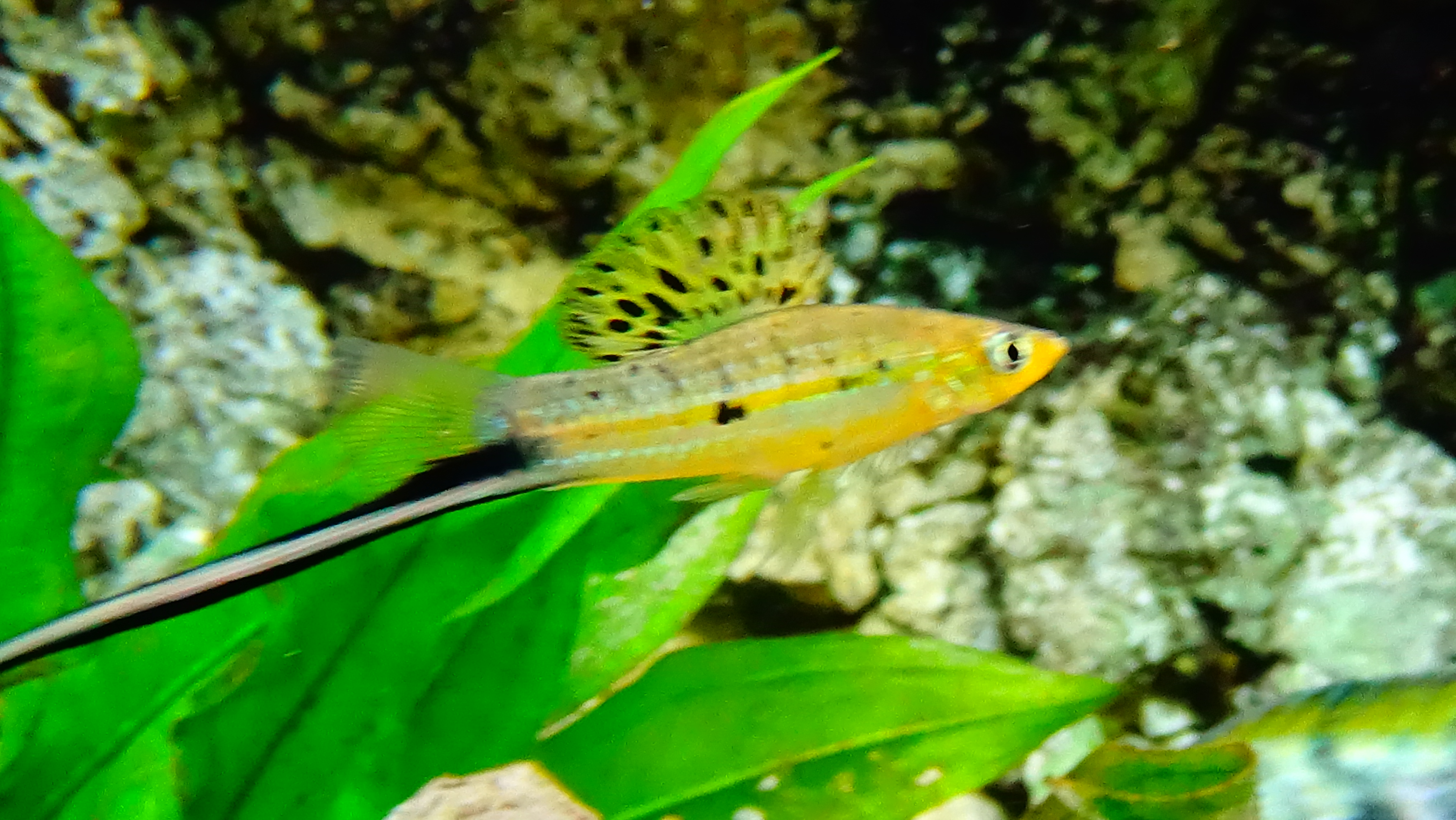
mâle
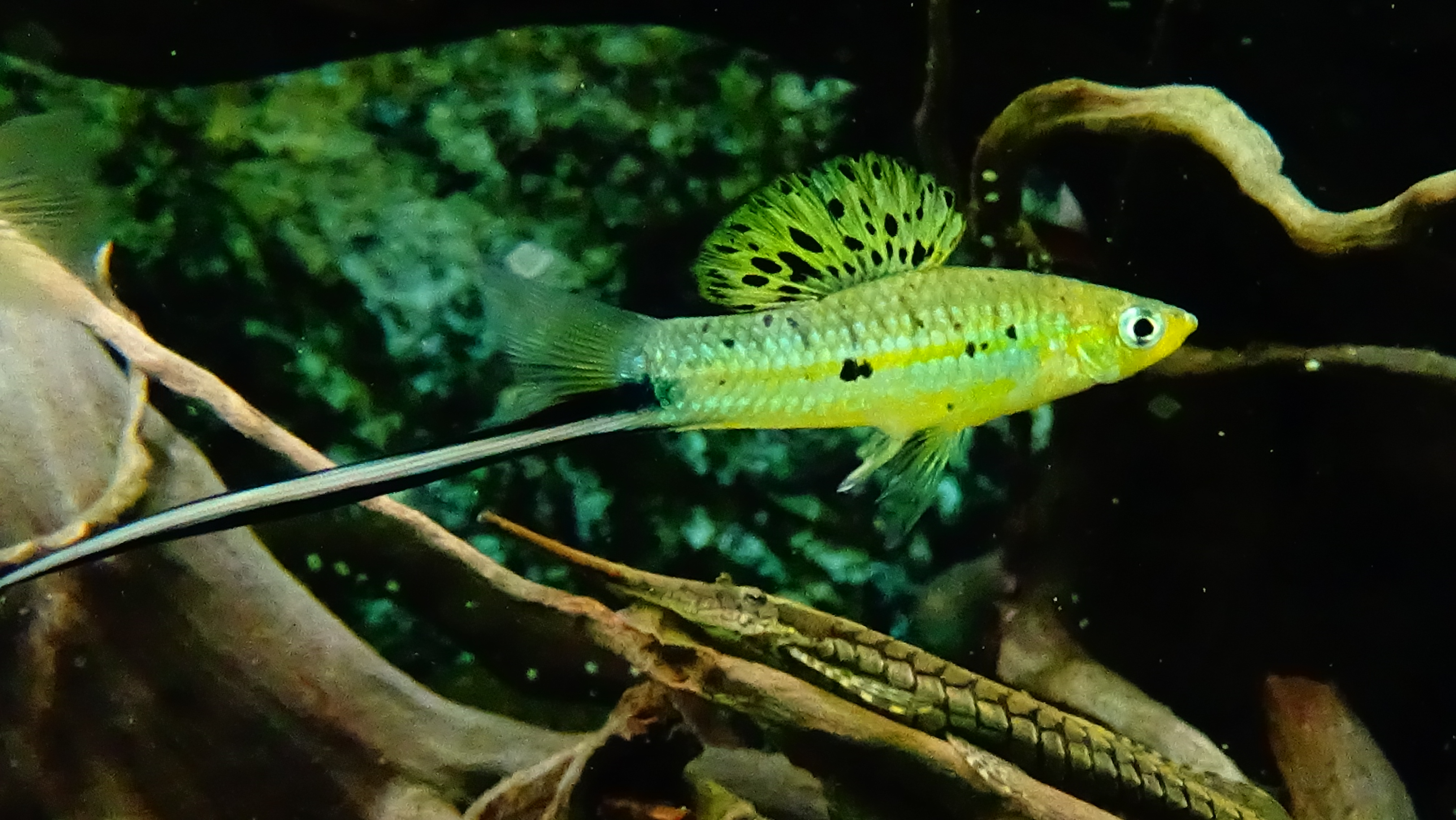